# Anatoli Muratov
Anatoli Muratov (* 30. Juli 1988) ist ein deutscher Profiboxer aus Friedrichshafen am Bodensee. Er ist aktueller WBA Intercontinental Champion im Mittelgewicht, sowie ehemaliger Internationaler Deutscher Meister im Supermittelgewicht des Bund Deutscher Berufsboxer e. V. und Universal Boxing Federation Europameister.

## Amateur
Anatoli Muratov begann mit acht Jahren beim VfB Friedrichshafen zu boxen. Später wechselte er zum BC Langenargen, wo er unter Thomas Schuler trainierte. Für beide Vereine wurde er Württembergischer Meister.

## Profi
Seinen ersten Profikampf gewann Muratov am 10. November 2012 gegen den Russen Amir Hacimuradov (4 Siege,3 Niederlagen) durch einstimmiges Punkturteil nach vier Runden. Es folgten vier Siege in Deutschland, bevor er am 2. November 2013 in der State Farm Arena in Hidalgo (Texas), USA gegen Juan de la Rosa (20 Siege, 3 Niederlagen) durch K. o. in der fünften Runde verlor.
Nach der Amerika Pleite folgten drei Siege in Deutschland.
Trotz Sparringseinheiten mit Vincent Feigenbutz scheiterte sein erster Versuch die internationale Deutsche Meisterschaft zu gewinnen als er am 30. August 2014 im Volkshaus (Zürich) durch eine gebrochene Rippe gezwungen war den Kampf nach der sechsten Runde abzubrechen.
Nach zwei siegreichen Aufbaukämpfen in Deutschland und einem weiteren Sieg in Polen, wurde Muratov am 18. Oktober 2015 im Maritim Hotel in Nürnberg seinen Universal Boxing Federation Europameister im Super-Mittelgewicht.
In 2016 und 2017 folgten sieben siegreiche Kämpfe in Deutschland, Ungarn und der Türkei.
Am 28. April 2018 wurde Muratov in der bigBox in Kempten (Allgäu), in seinem 22. Profi-Kampf, durch einen Sieg gegen den Österreicher Deki Milicevic Internationaler Deutscher Meister im Super-Mittelgewicht.
Nach einem weiteren 8-Runden Punktsieg in Istanbul im April 2019 gegen Edwin Palacios aus Nigcuragua folgte am 14. September 2019 Muratovs erste große internationale Titelchance im Mittelgewicht: Vor rund 3000 Zuschauern siegte er in der ZF-Arena in Friedrichshafen im WBA-Intercontinental Titel-Kampf gegen Ilias Essaoudi durch K. o. in Runde 3. Muratov gelang dadurch der Sprung in die Top 15 der Weltrangliste der World Boxing Association.
Er wurde u. a. von Mahir Oral trainiert. Aktuell arbeitet er mit Istvan Szili als Chef-Trainer. Seit Beginn seiner Profi-Karriere ist Benedikt Poelchau sein Manager und Promoter.

## Erfolge
- 2016: Universal Boxing Federation Europameister, Supermittelgewicht.[16]
- 2018: Bund Deutscher Berufsboxer Internationaler Deutscher Meister, Supermittelgewicht.[9][10]
- 2018: Sportler des Jahres, Stadt Friedrichshafen, Preis: „Häfler in der großen Welt des Sports“[17]
- 2019: World Boxing Association Intercontinental Champion, Mittelgewicht.[11]

## Sonstiges
Muratov ist gelernter Motorenmechaniker und bei der MTU Friedrichshafen tätig.
In dem Buch Knockout – Die Besten Geschichten vom Boxen und dem dazugehörigen Hörbuch (gelesen von Henning Baum) wird in der Geschichte Der Heilige Benedikt auch über Muratovs Titel-Kampf 2014 in Zürich und über das Verhältnis zwischen ihm und seinem Manager Poelchau berichtet. Der Spiegel veröffentlichte eine gekürzte Fassung der Geschichte unter dem Titel Bene und das Blut seiner Jungs.